# Пемфігіди
Пемфігіди (лат. Pemphigidae) — родина напівтвердокрилих комах надродини попелиць (Aphidoidea). Попелиці цієї родини утворюють гали на рослинах, на яких мешкають і живляться . Описано 320 видів.

## Опис
Середнього розміру (близько 2-3 мм), пухкі попелиці, часто зеленого, але може бути темного або червонуватого. Відсутні трубки на задній стороні живота. Деякі підгрупи сильно волохаті. Ноги і вусики є потужними. Крилаті форми крила помітно знак (птеростигма).

## Класифікація
Родина включає чотири триби:
- Eriosomatini
- Fordini
- Pemphigini
- Prociphilini